# Religious Order of the Sisters of Mercy
Der Religious Order of the Sisters of Mercy (RSM) (deutsch: religiöser Orden der Schwestern der Barmherzigkeit) in Deutschland: Barmherzige Schwestern ist ein katholisches Ordensinstitut, das im Jahre 1831 von Catherine McAuley (1778–1841) in Dublin, Irland gegründet wurde. Der Orden hatte im Jahr 2003 weltweit ungefähr 10.000 Mitglieder und ist in verschiedenen Kongregationen organisiert.

## Aktivitäten
Die barmherzigen Schwestern RSM sind eine international tätige Gemeinschaft römisch-katholischer Frauen. Sie haben sich zur Aufgabe gemacht, Menschen zu unterstützen, die an Armut, Krankheit und mangelnder Bildung leiden. Besonderes Augenmerk gilt Frauen und Kindern. Die Schwestern haben sich zu den Evangelischen Räten (Ratschlägen) der Armut, der ehelosen Keuschheit und des Gehorsams verpflichtet und legen Wert auf den Dienst am Mitmenschen. Sie nehmen am Leben ihrer Umgebung teil. Viele Schwestern engagieren sich als Lehrerinnen, in der Krankenpflege und im Gemeindedienst. Ihre Gemeinschaft nimmt auch aktiv an politischen Prozessen teil.

## Geschichte
Die Gemeinschaft fand ihren Anfang, als Catherine McAuley ein geerbtes Vermögen nutzte, um ein Haus der Barmherzigkeit in Dublin zu eröffnen. Dieses bot erzieherische, religiöse und soziale Dienstleistungen für arme Frauen und Kinder an. Da solche Angebote traditionell von Nonnen statt von Laien angeboten wurden, regte sich örtlicher Widerstand. Die kirchliche Verwaltung stimmte daraufhin zu, ein nicht klausuriertes Ordensinstitut zu gründen. Die Schwestern dieses Instituts wurden als „Walking Nuns“ (Laufende Nonnen) bekannt, da sie in der Lage waren, sich auch außerhalb von Klostermauern um die Armen kümmern zu können. Das ursprüngliche Haus der Barmherzigkeit existiert noch heute in der Lower Baggot Street, Dublin als Mercy International Centre.

## Missbrauchsskandal in Irland
Der Orden in Irland ist dort und weltweit im Zusammenhang mit dem irischen Missbrauchsskandal um den systematischen seelischen, körperlichen und sexuellen Missbrauch tausender Kinder in Heimen bekannt geworden. Sowohl der ehemalige irische Premierminister Bertie Ahern als auch Kardinal Seán Brady, Primas von Irland und Erzbischof von Armagh, entschuldigten sich mehrmals öffentlich für jahrzehntelangen u. a. sexuellen Missbrauch.
In Deutschland wurde der Skandal u. a. durch den Film Die unbarmherzigen Schwestern, der verschiedene Auszeichnungen erhielt, bekannt. Er schildert die Misshandlungen in den maßgeblichen Magdalenenheimen (Magdalene Laundries („Magdalenen-Wäschereien“)).
Weiter wurden im Jahr 2009 durch den Ryan-Bericht sowie den Murphy-Bericht das Ausmaß und die Dauer der Kindesmisshandlungen in Einrichtungen der katholischen Kirche in Irland offiziell bestätigt, was zum Rücktritt mehrerer irischer Bischöfe führte. Ebenfalls nach der Veröffentlichung der Berichte kündigten die Sisters of Mercy in Irland an, den Opfern des Missbrauchs eine Entschädigung von 128 Millionen Euro zu bezahlen.

## Organisation
Die Barmherzigen Schwestern RSM sind als religiöse und karitative Organisation in mehreren Staaten aktiv. Sie sind hauptsächlich in englischsprachigen Ländern verbreitet: in Irland, im Vereinigten Königreich, in den Vereinigten Staaten von Amerika, in Australien und in Neuseeland. Von den USA (Burlingame in Illinois) aus wurde im Jahr 1965 eine Gruppe von Schwestern nach Peru entsandt.
In Deutschland führen die Barmherzige Schwestern von Alma (engl. Religious Sisters of Mercy, RSM), die in der Tradition von Catherine McAuley stehen, seit 1990 die „Begegnungs- und Beratungsstätte“, eine psychologische Praxis, am Liebfrauenplatz in Mainz. Im Jahr 1992 übernahmen sie das als „Kloster Breuberg“ bekannte St. Marienhaus in Breuberg in Hessen.